# Zenomia alcisa
Zenomia alcisa là một loài bướm đêm trong họ Noctuidae.